# Тодоровски, Наталия
Наталия Тодоровски (до замужества — Чернат; рум. Natalia Todorovschi (Cernat); 19 октября 1931, Бухарест — 2007) — румынская волейболистка. Участница летних Олимпийских игр 1964 года, серебряный призёр чемпионата мира 1956 года, бронзовый призёр чемпионата Европы 1963 года.

## Биография
Наталия Тодоровски родилась 19 октября 1931 года в румынском городе Бухарест.
В 1956 году в составе женской сборной Румынии по волейболу завоевала серебряную медаль чемпионата мира во Франции.
В 1963 году завоевала бронзовую медаль чемпионата Европы в Румынии.
В 1964 году вошла в состав женской сборной Румынии по волейболу на летних Олимпийских играх в Токио, занявшей 4-е место. Провела 4 матча, набрала 1 очко в матче с Южной Кореей.